# Jérôme Huet
Pour les articles homonymes, voir Huet.
Jerôme Huet est professeur de droit privé.

## Biographie
Jérôme Huet est l'auteur d'une thèse intitulée Responsabilité contractuelle et délictuelle : essai de délimitation entre les deux ordres de responsabilité soutenue en 1978 à l'université Paris II (Panthéon-Assas), sous la direction de Jacques Flour.
Professeur à l'université Paris Descartes, il a dirigé le Master 2 Droit des obligations civiles et commerciales avant que celui ci soit repris par le Professeur Dominique Legeais en 1998. À partir de 1996, il enseigna à l’université Paris II (Panthéon-Assas) où il était directeur du Centre d'études juridiques et économiques du multimédia (CEJEM). Il était également responsable des masters Droit du Multimédia et de l’Informatique (DMI), et Droit de la communication de l'université Paris II et a enseigné la propriété intellectuelle et le droit des principaux contrats à l'Université de La Réunion sur le campus du Tampon de 2011 à 2012, après quoi il est revenu à Paris pour se spécialiser en droit de la musique.
De 1982 à janvier 1987, il a travaillé à temps partiel, en qualité de conseiller scientifique de l'Agence de l'Informatique, sur le droit des contrats informatiques.
Il a été professeur invité de 1988 à 1990 à l'Université Tulane (États-Unis), où il a enseigné, entre autres, le droit des contrats.
Jerôme Huet a été également membre du groupe de travail « Principes du droit européen des contrats » dirigé par le Pr. Christian von Bar (de) sur l'élaboration d'un Code civil européen des obligations à partir 2002, et directeur de la recherche de l'Institut de la Chambre de commerce internationale, depuis 1994.
En 2015, il est devenu professeur émérite à l’université Paris II (Panthéon-Assas).

## Principales publications

### Livres
- Principaux contrats spéciaux, LGDJ, 2e éd. 2001, in Traité de droit civil (dir. J. Ghestin),1697 p.; 3e éd. 2012, avec G. Decocq, C. Grimaldi, H. Lécuyer et J. Morel-Maroger
- Code de la communication (dir.), Dalloz, 4e éd. 2009
- Droit de la communication électronique, LGDJ, 2011
- Contrats électroniques, Lexis 2011
- Les contrats informatiques, LexisNexis, 2011 avec N. Bouche

### Articles
- Observations sur la distinction entre les responsabilités contractuelle et délictuelle dans l’avant- projet de réforme du droit des obligations, éd. Paris I, 2007
- Commerce électronique et code de commerce, avec J.-B. Blaise, contribution à l’ouvrage édité sous l’égide de Paris II « Le code de commerce 1807-2007, Livre du bicentenaire », Dalloz 2007
- Le code civil et les contrats électroniques, contribution à l’ouvrage édité sous l’égide de Paris II « 1804-2004, le Code civil : un passé, un présent, un avenir », Dalloz 2004
- L’acte authentique électronique, petit mode d’emploi, D. 2005. Chron. 290

### Colloques
- Participation à de nombreux colloques
- Coorganisateur avec V. Heuzé et Fr. Terré du colloque "Construction européenne et état de droit" (publié par les éd. Panthéon-Assas, 2012)

## Distinctions
- Chevalier de l'ordre des Palmes académiques
- Chevalier de la Légion d'honneur
- Chevalier de l'ordre des Arts et des Lettres